# Hampsonodes albimedia
Hampsonodes albimedia là một loài bướm đêm trong họ Noctuidae.